# Sierra de Urbión
La Sierra de Urbión es un espacio natural situado al noroeste de la provincia de Soria, en la Comunidad de Castilla y León, España.

## Límites geográficos
- Norte: provincia de Burgos, Provincia de La Rioja y Río Ostaza.
- (Modificado por ORDEN MAM/52/2006, de 20 de enero, por la que se modifica la Orden de 30 de abril de 1992, de Iniciación del Plan de Ordenación de los Recursos Naturales del Espacio Natural de la Sierra de Urbión). Río Ostaza. Límite de las provincias de La Rioja y Soria hasta el Alto de las Tres Cruces. Desde aquí sigue hacia el Este por el límite de los términos municipales de Montenegro de Cameros y Vinuesa hasta la coordenada UTM X=517329, Y=4654862. A partir de este punto gira hacia el oeste y sigue paralelo al límite provincial, siguiendo aproximadamente la cota 1800, hasta llegar al límite Este del rodal 8, tramo 4, cuartel E, de la sección 2 del M.U.P. n.º 177 “Santa Inés y El Verdugal”. Sigue este límite Este y el del rodal 7, tramo 6, cuartel D del mismo monte hasta llegar a una pista forestal. Sigue por dicha pista en dirección oeste hasta el cuartel D del mismo monte, siguiendo por todo su límite norte hasta su final. Aquí coge de nuevo la cota 1800 hasta llegar al río Revinuesa, que sigue aguas abajo hasta la pista forestal que llega a Santa Inés. Sigue por la carretera hasta unos 500 metros antes de Santa Inés donde gira hacia el Oeste, ascendiendo hasta los Llanos de la Sierra. Desde aquí desciende hasta topar la carretera que sube a la Laguna Negra. En este punto asciende por la divisoria de aguas entre el arroyo de la Laguna y el arroyo de la Tornera, hasta la cota 1630, donde continúa por una pista en dirección sur hasta el barranco de la Quemada. Asciende por dicho barranco hasta la cota 1715 en las Peñas de la Pinaona, desde donde gira al Sureste hasta Congosto. En este punto desciende hasta el límite del término de Covaleda con Vinuesa hasta la Mina del Médico, que rodea por las pistas de su lado oriental hasta un cortafuegos. Parte del cortafuegos del Raso del Airón de Ramos en dirección oeste hasta el límite del término municipal de Covaleda y Vinuesa. Desde aquí bordea el Monte el Congosto por su lado norte hasta el arroyo del Congosto por los parajes Peña Ahumada y Majada del Peñascal hasta alcanzar una pista forestal en la cota 1800. Desde aquí sigue hacia el Oeste entre las cotas 1800 y 1700 hasta el río de la Ojeda. Aquí coge un camino hacia el norte hasta la Fuente de la Hilandera, desde donde cruza al oeste hasta llegar al Hayedo del Acebillo que rodea por su límite Este. Desde el extremo sur del Hayedo del Acebillo rodea éste por su límite Oeste, ascendiendo hasta la cota 1730, desde donde sigue hacia el Oeste entre las cotas 1700- 1750 hasta el límite del término municipal entre Covaleda y Duruelo de la Sierra. Aquí gira hacia el norte y luego al oeste siguiendo las cotas 1650-1750 hasta la pista forestal que sube a Peñas Blancas. En este punto gira al oeste por el paraje Pino del Cardenal hasta alcanzar el límite provincial con Burgos.
- Sur: término municipal de Soria (Pinar Grande), término municipal de Molinos de Duero, carretera local SO-85O desde el casco urbano de Salduero hasta el cruce con la carretera local SO-840, carretera local SO-840 hasta el casco urbano de Vinuesa, carretera local SO-821 hasta el casco urbano de Sotillo del Rincón, carretera local 820 que pasa por Villar del Ala, continuándola hasta el límite del término municipal de Rebollar, límite sur del monte n.º 163 del C.U.P.
- Este: Límite del monte n.º 195 de U.P., límite del monte n.º 262 del C.U.P., límite del monte 167 del C.U.P., sigue con el límite del término municipal de Santa Cruz de Yanguas, término municipal del Villar del Río, término municipal de Vizmanos, término municipal de Las Aldehuelas, límite monte n.º 110 de U.P., límite monte n.º 134 de U.P., límite Monte n.º 106 de U.P., límite monte SO-3137, límite monte n.º 259 de U.P., límite Monte n.º 163 de U.P.
- Oeste: Términos municipales de Regumiel de la Sierra y de Canicosa de la Sierra.

## Municipios comprendidos
Duruelo de la Sierra, Covaleda, Molinos de Duero, El Royo, Salduero, Sotillo del Rincón, Vinuesa, Valdeavellano de Tera, Rollamienta, La Póveda de Soria, Villar del Ala, Soria, Almarza, Rebollar, Arévalo de la Sierra, Santa Cruz de Yanguas, Villar del Río y Montenegro de Cameros.

## Medidas de protección existentes
Parte de estos territorios están incluidos en la Reserva Nacional de Caza de Urbión, declarada por Ley 2/1973, de 17 de marzo. 
Al margen de lo anterior, mediante la Orden de 30 de abril de 1992 de la Consejería de Medio Ambiente de la Junta de Castilla y León, se ha iniciado el Plan de ordenación de los recursos naturales de la sierra de Urbión, requisito previo y necesario para lograr la protección de este espacio natural mediante alguna de las figuras de la Ley 8/1991, de 10 de mayo, de Espacios Naturales de la Comunidad de Castilla y León.
En el punto primero de la disposición derogatoria de la Ley 4/2015, de 24 marzo, del Patrimonio Natural de Castilla y León deroga de forma expresa la Ley 8/1991, de 10 de mayo, de Espacios Naturales,  siendo esta última la normativa de aplicación vigente.